# Luca Sacchi
Pour les articles homonymes, voir Sacchi.
Luca Sacchi (né le 10 janvier 1968 à Milan) est un nageur italien, spécialiste des épreuves  des 200 et 400 m 4 nages.

## Biographie
Luca Sacchi a participé à trois Jeux olympiques d'été consécutifs, les premiers en 1988 à Seoul et il est médaillé de bronze à ceux de 1992, dans l'épreuve du 400 m 4 nages.
Lors de ses participations aux Championnats d'Europe, il est champion de cette même discipline en 1991 et médaillé de bronze en 1995. Dans l'épreuve du 200 m 4 nages, il remporte une médaille de bronze en 1991.
Il totalise 13 titres de champion national et a détenu, jusqu'à l'année 2000, le record d'Italie du 400 m 4 nages, avec son temps réalisé lors de la finale des Jeux olympiques de 1992.
Depuis sa retraite sportive, Luca Sacchi est un commentateur sportif de la chaîne de télévision publique italienne, la Rai.

## Palmarès

### Jeux olympiques d'été
- Jeux olympiques d'été de 1992 à Barcelone  Espagne
  -  médaille de bronze de l'épreuve du 400 m 4 nages (Temps : 4 min 16 s 34)[3]

### Championnats d'Europe
- Championnats d'Europe 1991 à Athènes ( Grèce) :
  -  médaille d'or de l'épreuve du 400 m 4 nages (4 min 17 s 81) ;
  -  médaille de bronze de l'épreuve du 200 m 4 nages (2 min 2 s 93).
- Championnats d'Europe 1995 à Vienne ( Autriche) :
  -  médaille de bronze de l'épreuve du 400 m 4 nages (4 min 18 s 82).

## Records personnels[4]
| Épreuve         | Temps         | Record           | Lieu              | Date            |
| --------------- | ------------- | ---------------- | ----------------- | --------------- |
| 200 m 4 nages   | 2 min 02 s 91 | Record personnel | Vienne Autriche   | 17 août 1995    |
| 400 m m 4 nages | 4 min 16 s 34 | Record personnel | Barcelone Espagne | 27 juillet 1992 |

| Épreuve         | Temps         | Record           | Lieu                    | Date            |
| --------------- | ------------- | ---------------- | ----------------------- | --------------- |
| 200 m 4 nages   | 2 min 00 s 55 | Record personnel | Gelsenkirchen Allemagne | 11 février 1996 |
| 400 m m 4 nages | 4 min 12 s 43 | Record personnel | Gelsenkirchen Allemagne | 11 février 1996 |

## Record
- Record du monde du 400 m 4 nages en petit bassin, le 28 février 1992 à Palma de Majorque, en 4 08" 77.